# 마우리시오 곤살레스
마우리시오 곤살레스(스페인어: Mauricio González, 1960년 10월 16일 ~ )는 멕시코 출신의 장거리달리기 선수이다.
그는 1986년 중앙아메리카 카리브해 경기에서 5000m 금메달을 획득하였고, 1988년 서울 올림픽에 출전하여 멕시코를 대표하였다.
1985년부터 1988년까지 5000m와 10000m에서 멕시코 기록 보유자였다. 곤살레스는 폴란드의 장거리달리기 선수 반다 판필과 결혼했다.

## 개인 전력
- 5000m - 13분 22.4초 (1985년)
- 10000m - 14분 43.65초 (1988년)